# جورج هاجدو
جورج هاجدو (بالألمانية: Georg Hajdu)‏ هو أستاذ جامعي وملحن ألماني، ولد في 21 يونيو 1960 في غوتينغن في ألمانيا.

## وصلات خارجية
- جورج هاجدو على موقع ميوزك برينز (الإنجليزية)
- جورج هاجدو على موقع ديسكوغز (الإنجليزية)